# اچ‌ام‌ای‌اس آسایل (پی ۸۹)
اچ‌ام‌ای‌اس آسایل (پی ۸۹) (به انگلیسی: HMAS Assail (P 89)) یک کشتی بود که طول آن ۱۰۷٫۶ فوت (۳۲٫۸ متر) بود. این کشتی در سال ۱۹۶۷ ساخته شد.